# Myliobatis
Myliobatis es un género de peces de la familia de los Myliobatidae en el orden de los Rajiformes.

## Especies
- Myliobatis aquila (Linnaeus, 1758)
- Myliobatis australis (Macleay, 1881)
- Myliobatis bispinosa (Storer, 1842)
- Myliobatis californica (Gill, 1865)
- Myliobatis chilensis (Philippi, 1893)
- Myliobatis cornuta (Günther, 1870)
- Myliobatis freminvillii (Lesueur, 1824)
- Myliobatis goodei Garman, 1885)
- Myliobatis hamlyni (Ogilby, 1911)
- Myliobatis jussieuri (Cuvier, 1829)
- Myliobatis longirostris (Applegate & Fitch, 1964)
- Myliobatis oculea (Richardson, 1846)
- Myliobatis peruvianus (Garman, 1913)
- Myliobatis punctata (Maclay & Macleay, 1886
- Myliobatis rhombus (Basilewsky, 1855)
- Myliobatis tenuicaudatus (Hector, 1877)
- Myliobatis tobijei (Bleeker, 1854)